# 育知路站

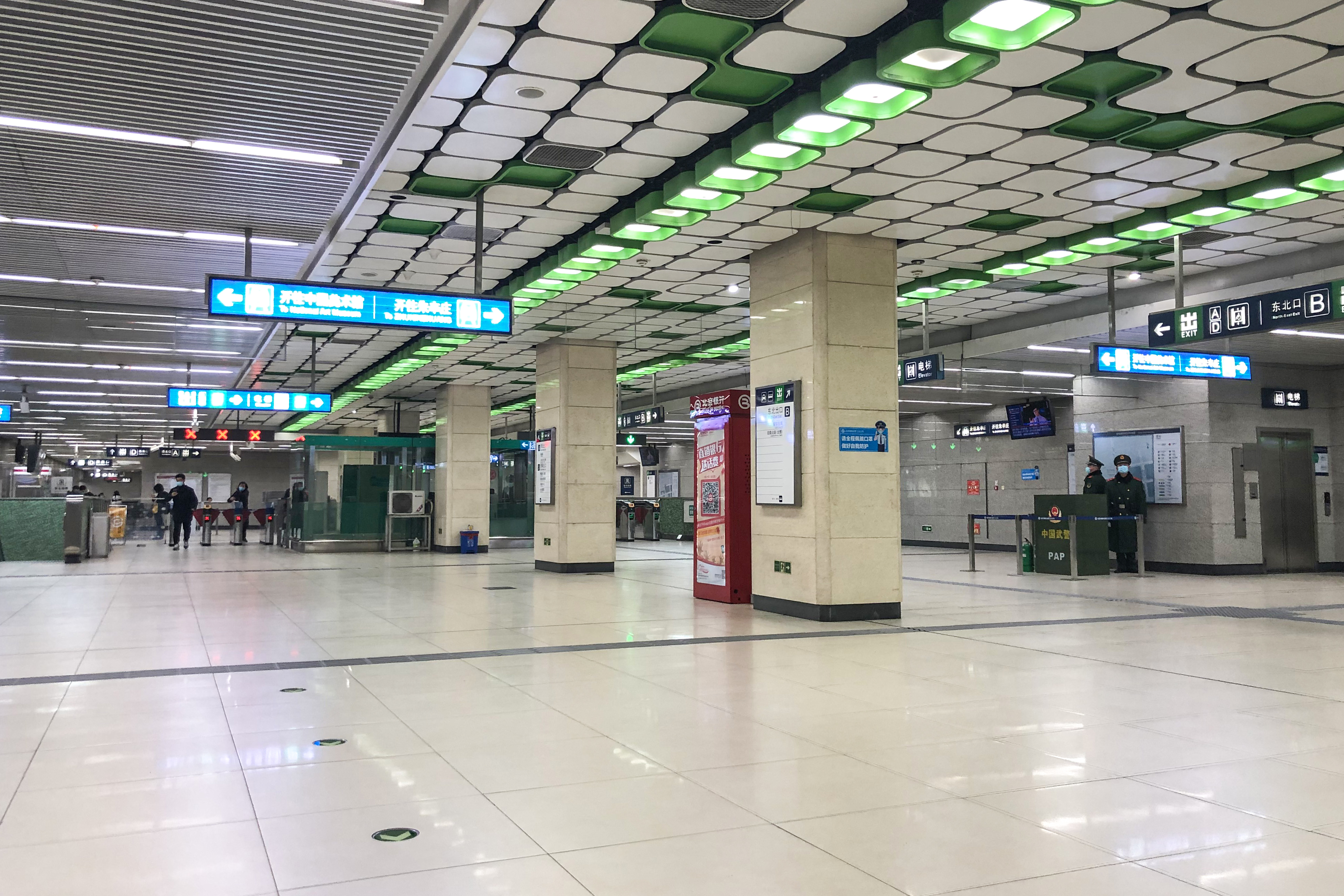
大堂（2021年3月摄）

育知路站是一个位于中国北京市昌平区史各庄街道、龙泽园街道交界回南北路、育知路、七小路交叉口，属于北京地铁8号线的地铁车站。于2013年12月28日随8号线北延联络线开通一同启用。

## 历史
育知路站属于北京地铁昌平线配套工程——昌平线与8号线联络线。这条线路的修建可分流由昌平新城而来的客流，缓解昌平线的另一个换乘站西二旗站的换乘压力。作为联络线沿线的两座车站之一，育知路站（当时称“回龙观北站”）规划中曾一度取消。规划部门认为，线路经过的主要为非建设区，取消车站后，线路取直，车站减少，可缩短联络线的运行时间，提高联络线对昌平线的分流能力。但另一方面，由于原计划的车站位于回龙观居住区北侧，周边有多个小区，所以车站的取消受到了附近居民的反对。居民在网络上发帖，组织签名，要求加站，并获得了大量的响应。居住在回龙观的市政协委员在网络民意的基础上提出了加站的提案。在多次协调之后，昌平区政府同意承担周围的拆迁补偿经费，使得北京市规划委同意恢复回龙观北站。最终，回龙观北站得以恢复，线路从朱辛庄至平西府的直线改回了大致东西南北向的直角弯。

## 位置
育知路站位于育知路（南北向）与回南北路（东西向）交汇处东侧，呈东西向布置。附近有积水潭医院回龙观院区等公共建筑。

## 结构
育知路站为地下车站，侧式站台设计。共有3个出入口。
| 地面层          | 街道                      | A-D出入口                        |
| 地下一层 站厅层 | 站厅                      | 客务中心、自动售票机、进出站闸机 |
| 地下二层 站台层 | 侧式站台，右側開门        | 侧式站台，右側開门               |
| 地下二层 站台层 | █ 8号线往朱辛庄（終點站） |                                  |
| 地下二层 站台层 | █ 8号线往瀛海（平西府）   |                                  |
| 地下二层 站台层 | 侧式站台，右側開门        |                                  |

## 出入口
|                       |                                  |                        |      |            |
| 编号                  | 指示                             | 建议前往的目的地       | 照片 | 无障碍设施 |
| 出口 · A · 升降机标志 | 七小路、回南北路（北侧）         |                        |      |            |
| 出口 · B              | 育知东路、回南北路（北侧）       |                        |      | 不適用     |
| 出口 · D              | 育知路（东侧）、回南北路（南侧） | 云趣园一区、积水潭医院 |      | 不適用     |
| 註： 設有             |                                  |                        |      |            |